# Тектонічні структури
Тектонічні структури — форми залягання гірських порід, які закономірно повторюються в земній корі. В широкому значенні термін «тектонічні структури» охоплює різноманітні частини земної кори, які утворюються завдяки поєднанню ряду.

## Загальна характеристика
Розрізняють елементарні структурні форми (шари, складки, тріщини, розривні порушення — зсуви, скиди і т. д.) і тектонічні структури магматичних тіл (дайки, сілли, лаколіти та ін.), для яких можуть бути притаманні структурні риси менших розмірів (аж до тектонічниз структур мікроскопічних розмірів).
Закономірні комплекси елементарних структурних форм формують тектонічні структури великих розмірів. Наприклад складки групуються в складні структурні форми — антиклінорії, синклінорії, які, в свою чергу, формують складчасті системи; на платформах виділяють синеклізи, антеклізи, авлакогени. Найбільші тектонічні структури земної кори простягаються у верхню мантію і називаються глибинними структурами; до найважливіших з них відносять платформи, літосферні плити, орогенні пояси, рифти, глибинні розломи та інш. Елементарні тектонічні структури вивчає структурна геологія, мікроскопічні — петротектоніка. Комплекси елементарних тектонічних структур великого масштабу (антиклінорії, синклінорії, складчасті системи і т. д.) вивчає тектоніка.